# Cantonul Divion
Cantonul Divion este un canton din arondismentul Béthune, departamentul Pas-de-Calais, regiunea Nord-Pas-de-Calais, Franța.

## Comune
| Comune           | Populație (1999) | Cod poștal | Cod INSEE |
| ---------------- | ---------------- | ---------- | --------- |
| Calonne-Ricouart | 5 989            | 62470      | 62194     |
| Divion           | 7 150            | 62460      | 62270     |
| Marles-les-Mines | 6 088            | 62540      | 62555     |